# Château de la Motte-Broons
Le château de la Motte-Broons, ou de la Motte-Bron, est un ancien château fort de Bretagne, siège de la seigneurie du même nom, situé à Broons (Côtes-d'Armor). C'est le lieu de naissance du connétable de France Bertrand du Guesclin. Il n'en reste aujourd'hui aucune trace visible.

## Situation
Le château se trouvait au lieu-dit aujourd'hui Le Pont-du-château à Broons, sur les bords de la rivière La Rosette, affluent de l'Arguenon. Pour expliquer la construction d'un château à cet endroit, l'historien Emile Le Giemble émet l'hypothèse qu'à l'époque de sa construction, l'endroit était entouré de marais et que le château défendait donc le seul passage sur la rivière, au carrefour de la grande route de Rennes à Brest et du Grand Chemin (la voie ancestrale entre Broons et Dinan).

## Historique

### Origines
Le château a existé depuis au moins le XIIe siècle. Il s'agit probablement à l'époque d'une motte castrale. Lorsque, sur ordre du duc Conan IV, la seigneurie primitive de Bron est partagée en deux parts égales en 1158, le château devient le siège de la seigneurie de la Motte-Broons, tandis qu'un autre château identique est construit pour siège de la nouvelle seigneurie de Bron-dit-Neuf, en amont de la Rosette, sur la commune de Sévignac aujourd'hui[réf. souhaitée].

### Guerre de succession et Guerre de Cent ans

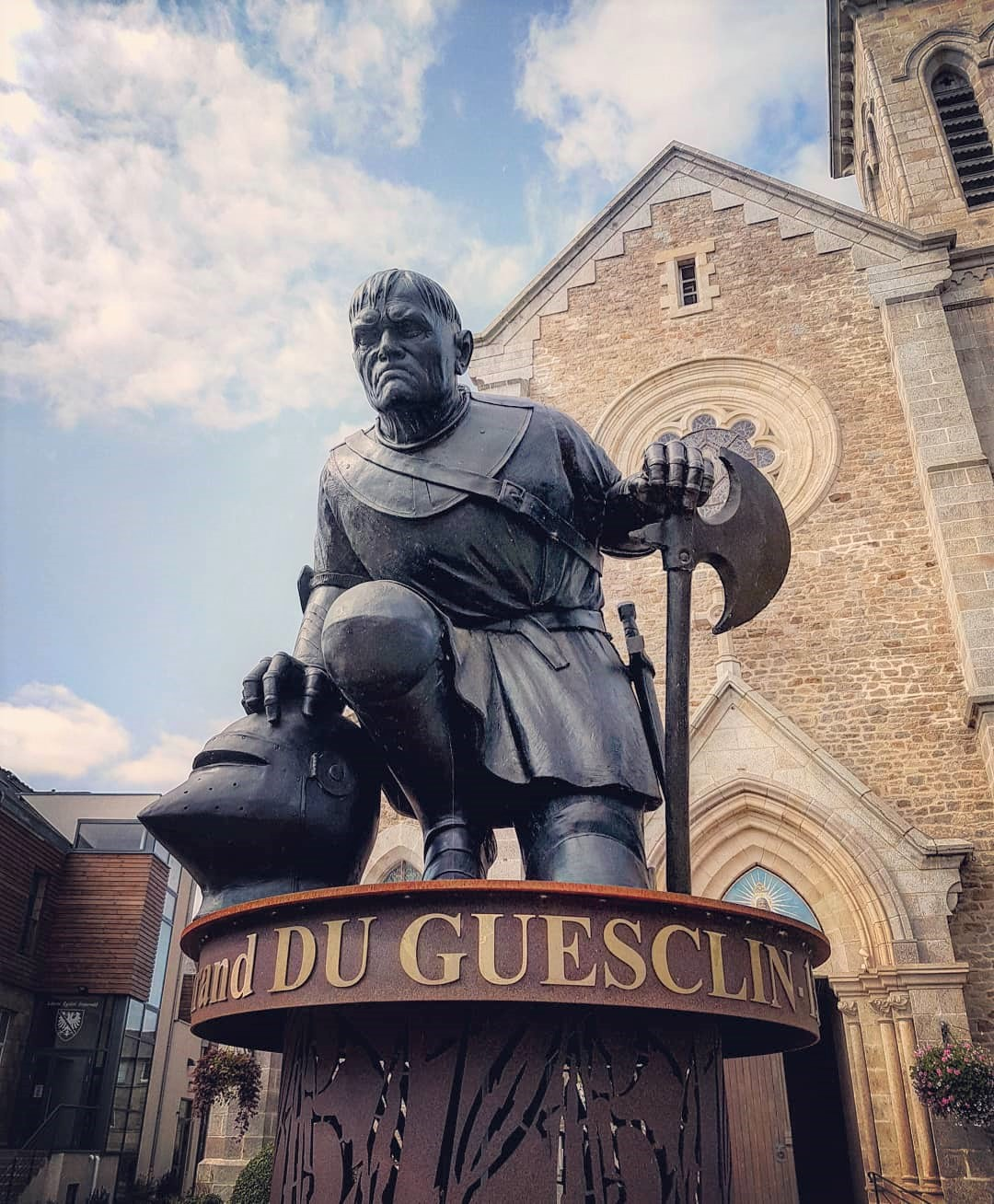
Statue de Bertrand du Guesclin, à Broons, Bretagne

Bertrand Du Guesclin naît dans le château vers 1320. Vers 1355, durant la guerre de Succession de Bretagne, il fait reconstruire le château de façon plus moderne. Ce dernier est alors flanqué de quatre tours et doté de douves et d'un pont-levis.
À la mort de Bertrand, il passe dans les mains de son frère et héritier, Olivier du Guesclin (chambellan du roi de France et connétable de Castille), puis appartient à Olivier V de Clisson, qui doit le céder pour rançon à Jean IV de Bretagne avant de le récupérer l'année suivante.
Par une lettre datée du 8 mai 1420, Jeanne de France ordonne la démolition du château. Elle ne semble pas avoir été suivie d'effet, puisqu'en septembre de la même année, le château est assiégé par Charles de Montfort, et tombe le 14 au terme d'une résistance sanglante et opiniâtre.

### Guerre de la Ligue

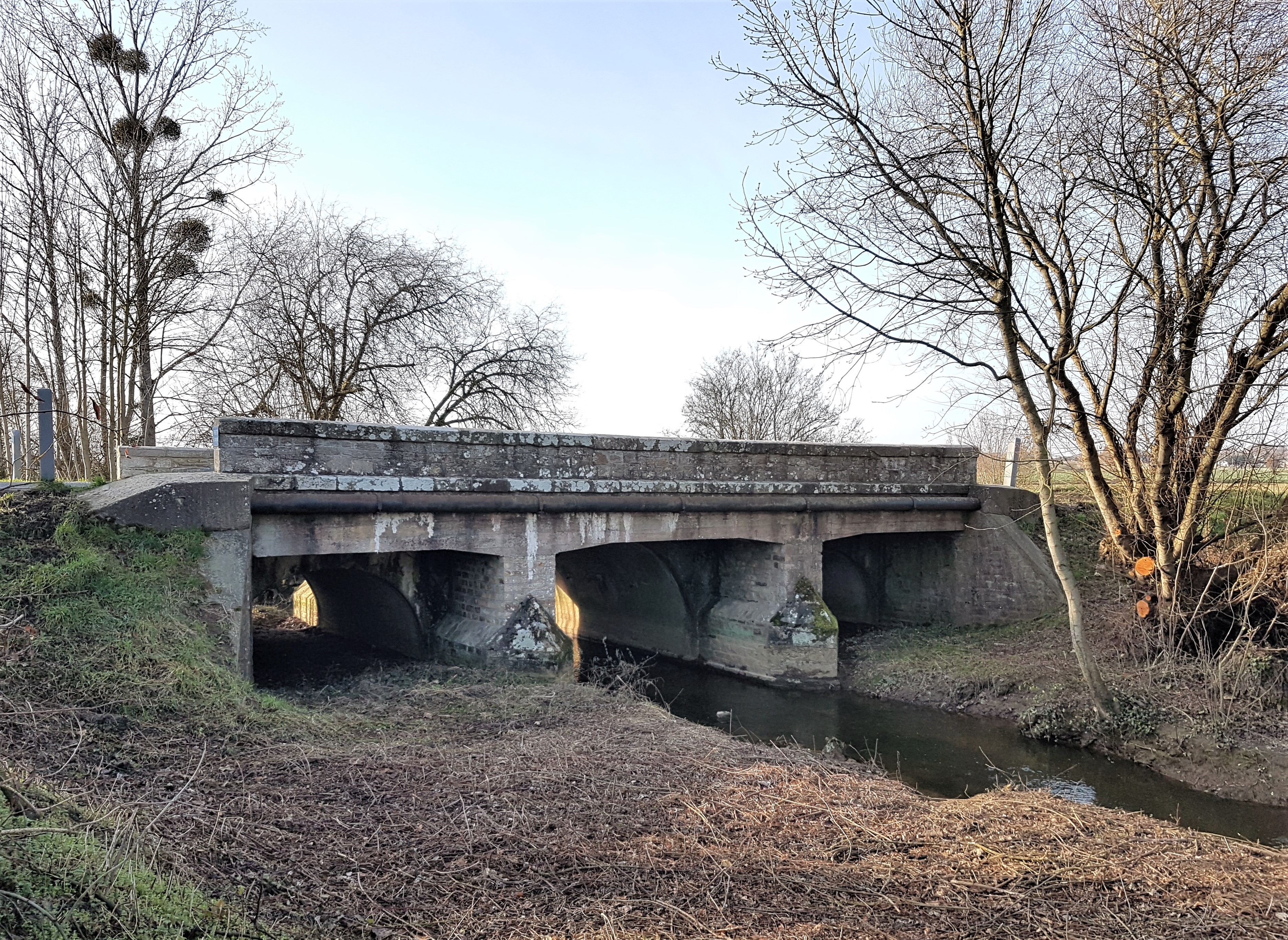
Le Pont-du-Château, à Broons, Bretagne

Au XVIe siècle, le château de la Motte-Bron fut très certainement remanié par la famille de la Villeblanche, qui édifia un logis de style Renaissance. La seigneurie de Broons passe ensuite au cours du XVIe siècle dans les mains de la maison d'Espinay, dont un membre devient maréchal de Mercœur. Durant la Guerre de la Ligue, les troupes du duc de Mercœur occupent Broons. À la suite de cela, Henri IV ordonne la destruction du château, qui n'est une nouvelle fois pas réalisée. Sa veuve Marie de Médicis réitère cet ordre en 1614, et le château est finalement détruit en 1616, le marquis d'Espinay recevant 15 000 livres en compensation.
Après sa destruction, au fil des ans, le château servi de carrière, et nombre de pierres ont été réemployées pour les façades des maisons de la place de Broons et en campagne. Les ruines restent visibles jusqu'au milieu du XIXe siècle, avant de disparaître complètement. Il n'en reste aujourd'hui aucune trace.

### XIXe siècle

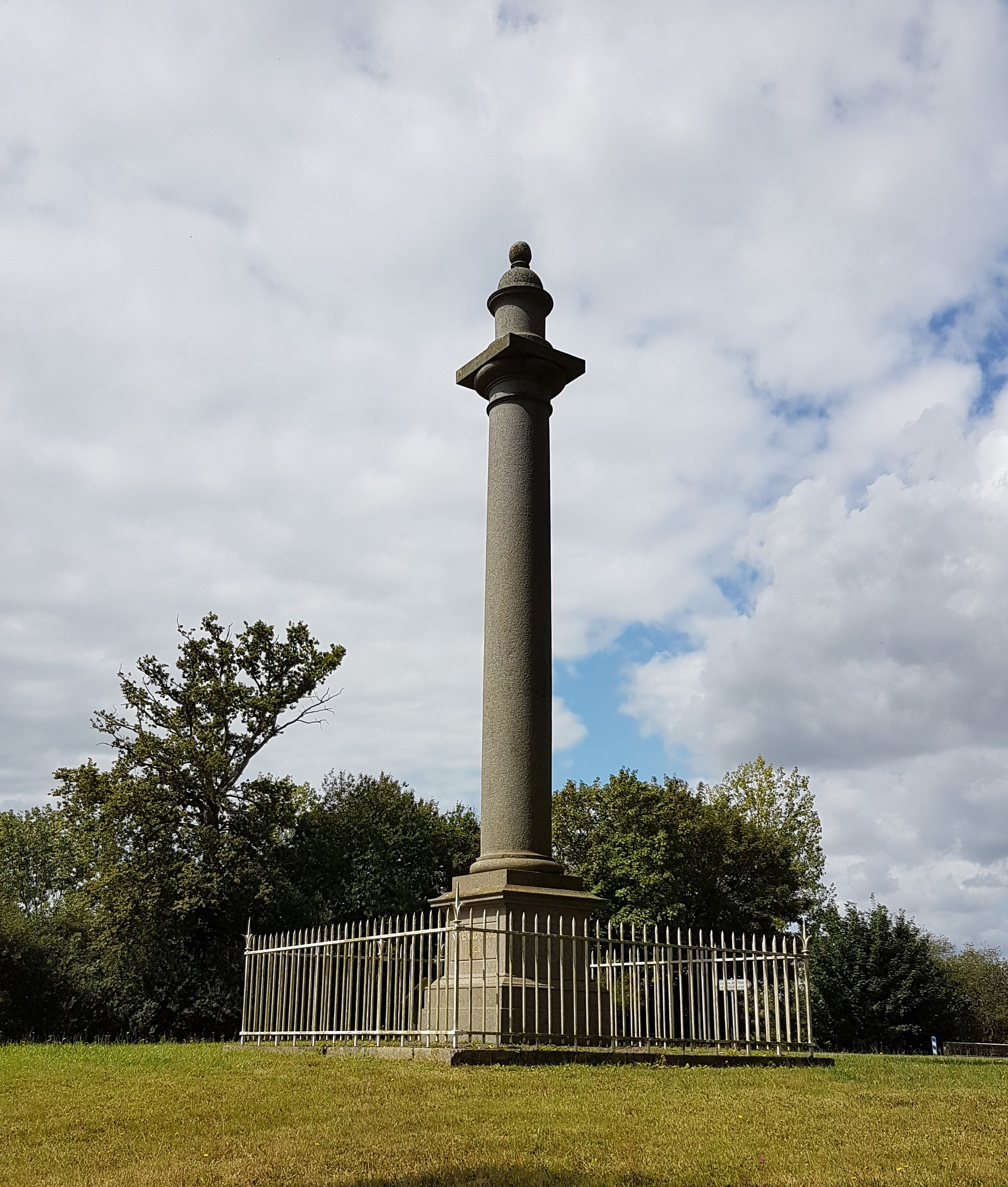
La colonne Du Guesclin, près du Pont-du-Château, à Broons, Bretagne

Au milieu du XIXe siècle, une grande colonne de granit fut élevée pour marquer le lieu approximatif de naissance du chevalier Bertrand du Guesclin. Etigée en 1840 grâce à une souscription nationale, elle constitue le tout premier monument érigé en l’honneur du grand connétable dans son village natal de Broons. Pas moins de 36 chevaux auraient été nécessaires pour acheminer ce monolithe issu des carrières de Saint-Pierre-de-Plesguen.

## Personnalités célèbres
- Bertrand Du Guesclin, Connétable de France, né dans ce château vers 1320.
- Olivier du Guesclin, Connétable de Castille et chambellan du Roi de France, frère puîné de Bertrand.
- Olivier de Clisson (1336-1407), connétable de France, comte de Porhoët, baron de Pontchâteau, seigneur de Broons.

## Sources
- Émile Le Giemble, Petite histoire de Broons et des Broonais, Paris, Éditions Le Livre d'histoire, 2004, 140 p. (ISBN 2-84373-451-7)Monographie en 300 exemplaires, fac-similé de l'édition originale de 1944.

- Éric Rondel, Promenades historiques dans le canton de Broons : Broons, Yvignac, Mégrit, Fréhel, Éditions Club 35, 1998, 236 p. (ISBN 2-906775-63-0)

- Quentin Renault, Broons, au début du XXe siècle, Tours, Editons Sutton, 18 novembre 2021, 130 p. (ISBN 978-2-8138-1444-9, lire en ligne)